# Parcours de l'USM Blida en Coupe d'Afrique du Nord de football
La Coupe d'Afrique du nord de football est une ancienne compétition de football qui avait lieu chaque année en Afrique du Nord à partir de 1930. Elle disparut au terme de l'édition 1956, en raison des indépendances du Maroc et de la Tunisie.
Lorsque les trois ligues algériennes de football restantes décideront de s'unir en une unité appelé "Union des Ligues Algériennes de football", la compétition sera remplacée par une autre appelé Coupe d'Algérie de football, sous la tutelle de la Fédération française de football.

## Parcours en Coupe d'Afrique du Nord
| Matchs joués | Victoire | Nul | Défaite | Buts marqués | Buts encaissés | +/- |
| ------------ | -------- | --- | ------- | ------------ | -------------- | --- |
| 10           | 4        | 1   | 5       | 10           | 15             | -5  |

### Coupe d'Afrique du Nord 1946-1947
| Titulaires :                    |  |
|                                 |  |
| 1. Azzouzi 2. Hamouda 3. Hassen |  |

| Titulaires : |  |
| |  |
| 1. Abderrahmane Menacer; 2. Ali Mansouri 3. Belkacem Bouguerra II; 4. Mahmoud Zouraghi 5. Mohamed Imcaoudène dit Bob 6. Mohamed Bernou; 7. Ahmed Benelfoul 8. Kaddour Bensamet 9. Abdelkader Djoudad 10. Abderrahmane Hatem 11. Ahmed Dahmouche |  |

| Titulaires :                    |  |
|                                 |  |
| 1. Azzouzi 2. Hamouda 3. Hassen |  |

| Titulaires : |  |
| |  |
| 1. Abderrahmane Menacer; 2. Ali Mansouri 3. Belkacem Bouguerra II; 4. Mahmoud Zouraghi 5. Mohamed Imcaoudène dit Bob 6. Mohamed Bernou; 7. Ahmed Benelfoul 8. Kaddour Bensamet 9. Abdelkader Djoudad 10. Abderrahmane Hatem 11. Ahmed Dahmouche |  |

| Titulaires : |  |
| |  |
| 1. Abderrahmane Menacer; 2. Ali Mansouri 3. Belkacem Bouguerra II; 4. Mahmoud Zouraghi 5. Mohamed Imcaoudène dit Bob 6. Mohamed Bernou (21 ans); 7. Ahmed Benelfoul 8. Kaddour Bensamet 9. Abdelkader Djoudad 10. Abderrahmane Hatem 11. Ahmed Dahmouche |  |

| Titulaires : |  |
| |  |
| 1. Assaban Joseph (34 ans) 2. Savery Charles (40 ans) 3. Micelli Vincent (32 ans); 4. Bachir (24 ans) 5. Cabréra Thomas (21 ans) 6. Bouchta (25 ans); 7. Aomar (27 ans) 8. Lafaye Léon (27 ans) 9. Martinez Emile (20 ans) 10. Lahcen Chicha (18 ans) 11. Mohamed Naoui (28 ans) |  |

| Titulaires : |  |
| |  |
| 1. Abderrahmane Menacer; 2. Ali Mansouri 3. Belkacem Bouguerra II; 4. Mahmoud Zouraghi 5. Mohamed Imcaoudène dit Bob 6. Mohamed Bernou (21 ans); 7. Ahmed Benelfoul 8. Kaddour Bensamet 9. Abdelkader Djoudad 10. Abderrahmane Hatem 11. Ahmed Dahmouche |  |

| Titulaires : |  |
| |  |
| 1. Assaban Joseph (34 ans) 2. Savery Charles (40 ans) 3. Micelli Vincent (32 ans); 4. Bachir (24 ans) 5. Cabréra Thomas (21 ans) 6. Bouchta (25 ans); 7. Aomar (27 ans) 8. Lafaye Léon (27 ans) 9. Martinez Emile (20 ans) 10. Lahcen Chicha (18 ans) 11. Mohamed Naoui (28 ans) |  |

### Coupe d'Afrique du Nord 1952-1953
| Titulaires : |  |
| |  |
| 1. Di Orio 2. Jean-Pierre Martinez 3. Cano 4. Manolo Rodriguez 5. Domingo 6. Slimane Benyamina 7. Djilali Aber 8. Antoine Diaz 9. Hubert Gros 10. Beraguas 11. Amato Olmiccia |  |
| Entraîneur : |  |
| René Rebibo |  |

| Titulaires : |  |
| |  |
| 1. Saïd Bayou 2. Mohamed Rezig 3. Ali Mansouri 4. Routhi Bekhoucha 5. Rachid Hadji 6. Belkacem Bouguerra 7. Mohamed Boudjeltia 8. Dahmane Mokhtar 9. Rabah Zerrouki 10. Braham Brakni 11. Benyoucef Boumbadji |  |
| Entraîneur : |  |
| Ahmed Benhoura |  |

| Titulaires : |  |
| |  |
| 1. Di Orio 2. Jean-Pierre Martinez 3. Cano 4. Manolo Rodriguez 5. Domingo 6. Slimane Benyamina 7. Djilali Aber 8. Antoine Diaz 9. Hubert Gros 10. Beraguas 11. Amato Olmiccia |  |
| Entraîneur : |  |
| René Rebibo |  |

| Titulaires : |  |
| |  |
| 1. Saïd Bayou 2. Mohamed Rezig 3. Ali Mansouri 4. Routhi Bekhoucha 5. Rachid Hadji 6. Belkacem Bouguerra 7. Mohamed Boudjeltia 8. Dahmane Mokhtar 9. Rabah Zerrouki 10. Braham Brakni 11. Benyoucef Boumbadji |  |
| Entraîneur : |  |
| Ahmed Benhoura |  |

### Coupe d'Afrique du Nord 1953-1954
| Titulaires : |  |
| |  |
| 1. Douik 2. Lamti 3. Mouldi 4. Zguaia 5. Djerbi 6. Rachid 7. Khiari 8. Badji 9. Mazaz 10. Naidji 11. Mougou 12. Hamed |  |

| Titulaires : |  |
| |  |
| 1. Saïd Bayou 2. Ali Mansouri 3. Maâmar Ousser 4. Smaïl Khabatou 5. Belkacem Bouguerra 6. Belkacem Chalane 7. Rachid Hadji 8. Kaddour Bensamed 9. Sid Ali Mahieddine 10. Abdelkader Mazouz 11. Benyoucef Boumbadji |  |
| Entraîneur : |  |
| Smaïl Khabatou |  |

| Titulaires : |  |
| |  |
| 1. Douik 2. Lamti 3. Mouldi 4. Zguaia 5. Djerbi 6. Rachid 7. Khiari 8. Badji 9. Mazaz 10. Naidji 11. Mougou 12. Hamed |  |

| Titulaires : |  |
| |  |
| 1. Saïd Bayou 2. Ali Mansouri 3. Maâmar Ousser 4. Smaïl Khabatou 5. Belkacem Bouguerra 6. Belkacem Chalane 7. Rachid Hadji 8. Kaddour Bensamed 9. Sid Ali Mahieddine 10. Abdelkader Mazouz 11. Benyoucef Boumbadji |  |
| Entraîneur : |  |
| Smaïl Khabatou |  |

| Titulaires : |  |
| |  |
| 1. Saïd Bayou; 2. Maâmar Ousser 3. Smaïl Khabatou 4. Belkacem Bouguerra; 5. Rachid Hadji 6. Belkacem Chalane; 7. M'hamed Sebkhaoui 8. Yahia Soum 9. Braham Brakni 10. Mokhtar Dahmane 11. Benyoucef Boumbadji |  |
| Entraîneur : |  |
| Smaïl Khabatou |  |

| Titulaires : |  |
| |  |
| 1. Douik 2. Djerbi 3. Mouldi 4. Lamti; 5. Chatali 6. Rachid; 7. Naidji 8. Badji 9. Mougou I 10. Mougou II 11. Mazaz |  |

| Titulaires : |  |
| |  |
| 1. Saïd Bayou; 2. Maâmar Ousser 3. Smaïl Khabatou 4. Belkacem Bouguerra; 5. Rachid Hadji 6. Belkacem Chalane; 7. M'hamed Sebkhaoui 8. Yahia Soum 9. Braham Brakni 10. Mokhtar Dahmane 11. Benyoucef Boumbadji |  |
| Entraîneur : |  |
| Smaïl Khabatou |  |

| Titulaires : |  |
| |  |
| 1. Douik 2. Djerbi 3. Mouldi 4. Lamti; 5. Chatali 6. Rachid; 7. Naidji 8. Badji 9. Mougou I 10. Mougou II 11. Mazaz |  |

| Titulaires : |  |
| |  |
| 1. Saïd Bayou 2. Maâmar Ousser 3. Ali Mansouri 4. Smaïl Khabatou 5. Belkacem Bouguerra 6. Belkacem Chalane 7. Rachid Hadji 8. Kaddour Bensamet 9. Abdelkader Mazouz 10. Sid Ali Mahieddine 11. Braham Brakni |  |
| Entraîneur : |  |
| Smaïl Khabatou |  |

| Titulaires : |  |
| |  |
| 1. Lefafta 2. Stefanini 3. Ermécini 4. Ascencio 5. Guettaf I 6. Guettaf II 7. Fani 8. Gedda 9. Conte 10. Buonacore 11. Cuomo |  |

| Titulaires : |  |
| |  |
| 1. Saïd Bayou 2. Maâmar Ousser 3. Ali Mansouri 4. Smaïl Khabatou 5. Belkacem Bouguerra 6. Belkacem Chalane 7. Rachid Hadji 8. Kaddour Bensamet 9. Abdelkader Mazouz 10. Sid Ali Mahieddine 11. Braham Brakni |  |
| Entraîneur : |  |
| Smaïl Khabatou |  |

| Titulaires : |  |
| |  |
| 1. Lefafta 2. Stefanini 3. Ermécini 4. Ascencio 5. Guettaf I 6. Guettaf II 7. Fani 8. Gedda 9. Conte 10. Buonacore 11. Cuomo |  |

| Titulaires : |  |
| |  |
| 1. Saïd Bayou 2. Maâmar Ousser 3. Smaïl Khabatou 4. Belkacem Bouguerra 5. Belkacem Chalane 6. Rachid Hadji 7. Mustapha Begga 8. Abdelkader Mazouz 9. Sid Ali Mahieddine 10. M'hamed Sebkhaoui 11. Mokhtar Dahmane |  |
| Entraîneur : |  |
| Smaïl Khabatou |  |

| Titulaires : |  |
| |  |
| 1. Gracia 2. Ramirez 3. Ariza 4. Urquijo 5. Escolano 6. Cuevas 7. Braum 8. Albert 9. Alibert 10. Garcia 11. Pamies |  |

| Titulaires : |  |
| |  |
| 1. Saïd Bayou 2. Maâmar Ousser 3. Smaïl Khabatou 4. Belkacem Bouguerra 5. Belkacem Chalane 6. Rachid Hadji 7. Mustapha Begga 8. Abdelkader Mazouz 9. Sid Ali Mahieddine 10. M'hamed Sebkhaoui 11. Mokhtar Dahmane |  |
| Entraîneur : |  |
| Smaïl Khabatou |  |

| Titulaires : |  |
| |  |
| 1. Gracia 2. Ramirez 3. Ariza 4. Urquijo 5. Escolano 6. Cuevas 7. Braum 8. Albert 9. Alibert 10. Garcia 11. Pamies |  |

| Titulaires : |  |
| |  |
| 1. Bouameur Arroumia; 2. Larbi Naier 3. Kouider Bendjahen 4. Lasni Mokhtar; 5. Tahar Derrouis 6. Cheraka Cerra 7. Ghanem Soualmia 8. Lakhder Moussa 9. Omar Nekkache 10. Mohamed Benhamou (Fenoun) 11. Benaouda Boudjellal (Tchengo) |  |
| Entraîneur : |  |
| Louis Dossat |  |

| Titulaires : |  |
| |  |
| 1. Saïd Bayou 2. Maâmar Ousser 3. Smaïl Khabatou 4. Belkacem Bouguerra 5. Belkacem Chalane 6. Rachid Hadji 7. Mustapha Begga 8. M'hamed Sebkhaoui 9. Abdelkader Mazouz 10. Braham Brakni 11. Mokhtar Dahmane |  |
| Entraîneur : |  |
| Smaïl Khabatou |  |

| Titulaires : |  |
| |  |
| 1. Bouameur Arroumia; 2. Larbi Naier 3. Kouider Bendjahen 4. Lasni Mokhtar; 5. Tahar Derrouis 6. Cheraka Cerra 7. Ghanem Soualmia 8. Lakhder Moussa 9. Omar Nekkache 10. Mohamed Benhamou (Fenoun) 11. Benaouda Boudjellal (Tchengo) |  |
| Entraîneur : |  |
| Louis Dossat |  |

| Titulaires : |  |
| |  |
| 1. Saïd Bayou 2. Maâmar Ousser 3. Smaïl Khabatou 4. Belkacem Bouguerra 5. Belkacem Chalane 6. Rachid Hadji 7. Mustapha Begga 8. M'hamed Sebkhaoui 9. Abdelkader Mazouz 10. Braham Brakni 11. Mokhtar Dahmane |  |
| Entraîneur : |  |
| Smaïl Khabatou |  |

### Coupe d'Afrique du Nord 1954-1955
| Titulaires :   |  |
|                |  |
|                |  |
| Entraîneur :   |  |
| Smaïl Khabatou |  |

| Titulaires : |  |
|              |  |
|              |  |

| Titulaires :   |  |
|                |  |
|                |  |
| Entraîneur :   |  |
| Smaïl Khabatou |  |

| Titulaires : |  |
|              |  |
|              |  |

### Coupe d'Afrique du Nord 1955-1956
| Titulaires : |  |
| |  |
| 1. Abbès 2. Khiri 3. Khemliche 4. Baghdad 5. Sadek 6. Boutami 7. Mahi Khennane 8. Benmelouka 9. Bahloul 10. Moumen 11. Bekouche |  |

| Titulaires : |  |
| |  |
| 1. Abderrahmane Outata 2. Zoubir Zouraghi 3. Maâmar Ousser X 4. Braham Brakni 5. Belkacem Chalane 6. Rachid Hadji 7. Smaïl Khabatou 8. M'hamed Sebkhaoui 9. Abdelkader Mazouz 10. Dahmane Mokhtar 11. Benyoucef Boumbadji |  |
| Entraîneur : |  |
| Smaïl Khabatou |  |

| Titulaires : |  |
| |  |
| 1. Abbès 2. Khiri 3. Khemliche 4. Baghdad 5. Sadek 6. Boutami 7. Mahi Khennane 8. Benmelouka 9. Bahloul 10. Moumen 11. Bekouche |  |

| Titulaires : |  |
| |  |
| 1. Abderrahmane Outata 2. Zoubir Zouraghi 3. Maâmar Ousser X 4. Braham Brakni 5. Belkacem Chalane 6. Rachid Hadji 7. Smaïl Khabatou 8. M'hamed Sebkhaoui 9. Abdelkader Mazouz 10. Dahmane Mokhtar 11. Benyoucef Boumbadji |  |
| Entraîneur : |  |
| Smaïl Khabatou |  |